# Amarsingué
Amarsingué (auch: Amarassindé, Amarchingé, Amarasindé, Amare Singué, Amar Singué, Amarsingé, Amarsinghé) ist ein Dorf in der Landgemeinde Bankilaré in Niger.

## Geographie
Das von einem traditionellen Ortsvorsteher (chef traditionnel) geleitete Dorf befindet sich rund 48 Kilometer südwestlich des Hauptorts Bankilaré der gleichnamigen Landgemeinde und des gleichnamigen Departements Bankilaré, das zur Region Tillabéri gehört. Westlich von Amarsingué verläuft die Staatsgrenze zu Burkina Faso. Zu den Siedlungen in der näheren Umgebung des Dorfs zählen Fantio im Nordwesten, Bellé Koira und Manda im Nordosten sowie Lemdou im Osten.
Das Dorf ist Teil der Sahelzone. Die durchschnittliche jährliche Niederschlagsmenge beträgt hier zwischen 300 und 400 mm.

## Geschichte
Eine bewaffnete Gruppe überfiel Amarsingué am 12. August 2022. Die Angreifer zerstörten Grabhäuser, stahlen Vieh und forderten die Bevölkerung auf, das Dorf innerhalb von drei Tagen zu verlassen. Am 22. August 2022 flüchteten schließlich 123 Haushalte aus Amarsingué in die Stadt Téra.

## Bevölkerung
Bei der Volkszählung 2012 hatte Amarsingué 4250 Einwohner, die in 341 Haushalten lebten. Bei der Volkszählung 2001 betrug die Einwohnerzahl 540 in 66 Haushalten und bei der Volkszählung 1988 belief sich die Einwohnerzahl auf 1760 in 250 Haushalten.

## Wirtschaft und Infrastruktur
Im Dorf wird ein Wochenmarkt abgehalten. Der Markttag ist Freitag. Viehzüchter nutzen die Gegend um Amarsingué für ihre Herden.
Mit einem Centre de Santé Intégré (CSI) ist ein Gesundheitszentrum vorhanden, das im Januar 2011 geschaffen wurde. Es gibt eine Schule. Das nigrische Unterrichtsministerium richtete 1996 gemeinsam mit dem Welternährungsprogramm der Vereinten Nationen zahlreiche Schulkantinen in von Ernährungsunsicherheit betroffenen Zonen ein, darunter eine für Nomadenkinder in Amarsingué.
In der Regenzeit ist das Dorf wegen des schlechten Straßenzustands oft für mehrere Tage von der Außenwelt abgeschnitten.